# Buket Panjang
Buket Panjang is een bestuurslaag in het regentschap Aceh Tamiang van de provincie Atjeh, Indonesië. Buket Panjang telt 200 inwoners (volkstelling 2010).